# Wilfredo Tovar
Wilfredo Jose Tovar Soto (Santa Teresa, Miranda, Venezuela, 11 de agosto de 1991) es un beisbolista profesional venezolano que juega en las posiciones de segunda base y campocorto En la Liga Venezolana de Béisbol Profesional juega con el equipo Leones del Caracas. Y en las Grandes Ligas Juega con Los Mets de New York

## Carrera en el Béisbol

### Mets de Nueva York
Tovar originalmente firmó con los Mets de Nueva York como centro internacional agente libre en el 2008 a los 16 años Jugó las próximas seis temporadas en los Mets sistema de ligas menores, comenzando en la liga Venezuela y continuando a través de casi todos los niveles, excepto Triple-A.

### 2012
Tovar hizo su debut en la Liga Venezolana de Béisbol Profesional (LVBP) con la organización Navegantes del Magallanes, el 6 de noviembre de 2012, e hizo tres principales partidos de liga ese año, tuvo un promedio de .167, en 6 turnos, produciendo 1 hit, 1 carreras y 1 base por bola.

### 2013
Tovar fue llamado a las Grandes Ligas de los Mets de Binghamton de la Clase AA este de la liga el 20 de septiembre después de una lesión en el campocorto de los Mets primaria, Rubén Tejada. Hizo su debut en Grandes Ligas el 22 de septiembre, se fue de 4-2 con un doble productor. él terminó su temporada de 2013 en Binghamton con un promedio de .263, 14 dobles, 4 triples, 4 cuadrangulares, 36 carreras impulsadas, 70 carreras y 12 bases robadas. con los Mets él bateado .200 en 7 juegos en 15 turnos al bate con 19 apariciones en el plato con 3 hits, 2 carreras impulsadas, 1 anotada, 1 armario, 1 robo de base y 3 ponches.

### En la LVBP
El 18 de octubre de 2013, Tovar vuelve a aparecer con los Navegantes del Magallanes, hizo 15 partidos de liga ese año, tuvo un promedio de .245, en 53 turnos, produciendo: 3 dobles, 1 triple, 1 jonrón, 13 hit, 4 carreras anotadas, 8 carreras impulsadas, 1 base por bola y se ponchó en 4 turnos. hizo última aparición con la organización hasta el 21 de noviembre de 2013
El 17 de diciembre de 2013, Tovar fue adquirido por el equipo Bravos de Margarita a cambio del lanzador Edgar Martínez, y estuvo alineado como octavo bate y el campocorto. hace aparición 6 partidos con los Bravos, tuvo un promedio de .333, en 21 turnos, produciendo: 2 dobles, 7 hit, 3 carreras anotadas, 2 carreras impulsadas, 2 base por bola, 1 base robada y se ponchó en 4 turnos.

### 2014
El 23 de septiembre, Tovar fue llamado a filas de los Mets de Binghamton. Tovar apareció en 2 juegos con 3 turnos al bate en un corto período en 2014. Tovar gastaron 2014 con los Mets de Binghamton y el St. Lucie Mets . Con Binghamton bateó para promedio de .282 en 78 juegos en 255 turnos al bate con 72 hits, 29 carreras impulsadas, 31 carreras anotadas, 21 bases por bolas, 8 bases robadas y 22 ponches. Con St. Lucie bateó para .353 en 5 juegos en 17 turnos al bate con 6 hits, 4 carreras impulsadas, 2 carreras anotadas, 4 bases por bolas, 2 bases robadas y 1 ponche. 
En la LVBP, El 10 de octubre de 2014, Tovar vuelve a aparecer con los Bravos de Margarita en 2 juegos con 3 turnos al bate promedio de .282 en 78 juegos en 255 turnos al bate con 72 hits, 29 carreras impulsadas, 31 carreras anotadas, 21 bases por bolas, 8 bases robadas y 22 ponches

### 2015
Tovar pasó gran parte del año en la lista de 40 jugadores, mientras que con los de Las Vegas 51s . El 6 de noviembre, Tovar lo retiran de la lista de 40 jugadores haciendo de él un agente libre. Tovar con los 51s tuvo un promedio de .283 con tres jonrones y 42 carreras impulsadas y tuvo 30 robos. Su temporada terminó el 16 de agosto debido a un hombro dislocado.
En la LVBP, El 17 de diciembre de 2015, Tovar vuelve a reforzar a los Bravos de Margarita en 6 juegos con 23 turnos al bate promedio de .136 con 3 hits, 3 carreras impulsadas, 2 carreras anotadas y 3 ponches.

### Mellizos de Minnesota
Tovar firmó un contrato de ligas menores con los Mellizos de Minnesota el 15 de diciembre de 2015.

### En la LVBP
Los Leones del Caracas llegaron a un acuerdo con los Bravos de Margarita para adquirir a Wilfredo Tovar a cambio del utility Daniel Mayora.